# Svenska mästerskapen i jujutsu 2001
Svenska mästerskapen i ju-jutsu 2001 avgjordes i Gävle den 31 mars 2001.
Arrangerande förening var Gävle Ju-jutsu.

## Resultat
| Placering | Namn                | Klubb                |
| --------- | ------------------- | -------------------- |
| Guld      | Pernilla Gunnarsson | Linköpings Budoklubb |
| Silver    | Linda Enarsson      | Stockholms City JJK  |
| Brons     | Magdalena Sundqvist | Lunds JJF            |

| Placering | Namn             | Klubb           |
| --------- | ---------------- | --------------- |
| Guld      | Jessica Tanzilli | Gävle JJ        |
| Silver    | Frida Mårtensson | Kraftverket JJA |
| Brons     | Linda Yngvesson  | Falu JJK        |

| Placering | Namn                    | Klubb                |
| --------- | ----------------------- | -------------------- |
| Guld      | Anna Dimberg            | Kraftverket JJA      |
| Silver    | Åsa Ulfsdotter-Kjellman | Nacka JJK            |
| Brons     | Maria Engström          | Linköpings Budoklubb |

| Placering | Namn             | Klubb        |
| --------- | ---------------- | ------------ |
| Guld      | Jens Friesendorf | Nacka JJK    |
| Silver    | Jonas Rosell     | Gävle JJ     |
| Brons     | Reine Aspman     | Borlänge JJK |

| Placering | Namn              | Klubb           |
| --------- | ----------------- | --------------- |
| Guld      | Jan Olsson        | Kraftverket JJA |
| Silver    | Marcus Thuren     | Kraftverket JJA |
| Brons     | Christophe Mourou | Stockholms JJD  |

| Placering | Namn           | Klubb                |
| --------- | -------------- | -------------------- |
| Guld      | Jonny Nilsson  | Linköpings Budoklubb |
| Silver    | Mattias Alge   | Umeå Budoklubb       |
| Brons     | Ricky Carlsson | Stockholms JJD       |

| Placering | Namn         | Klubb           |
| --------- | ------------ | --------------- |
| Guld      | Erik Bolund  | Kraftverket JJA |
| Silver    | Andy Gaugl   | Nacka JJK       |
| Brons     | Per Fahlberg | Umeå Budoklubb  |

| Placering | Namn            | Klubb                  |
| --------- | --------------- | ---------------------- |
| Guld      | Mikael Mattsson | Kraftverket JJA        |
| Silver    | Sten Collander  | Stockholmspolisens JJK |
| Brons     | Roger Bergman   | Nacka JJK              |

| Placering | Namn             | Klubb           |
| --------- | ---------------- | --------------- |
| Guld      | Mattias Forsberg | Högdalens BK    |
| Silver    | Daniel Taxén     | Nacka JJK       |
| Brons     | Nilkas Blixt     | Hudiksvalls JJK |